# 1974 في سويسرا
فيما يلي قوائم الأحداث التي وقعت خلال عام 1974 في سويسرا.

## سياسة

### تعيين في المنصب
- 1 يناير – هانس هورليمان عضو المجلس الفيدرالي السويسري ‏.

## رياضة
- 21 يونيو – طواف سويسرا 1974 الفائزون لويس بفينينجير، غوستا بيترسون، كاس [الإنجليزية]‏، إيدي ميركس.

## مواليد

### يناير
- 1 يناير – فيليب باش موزع سويسري.
- 2 يناير – كريستوف باولر سبّاح سويسري.
- 3 يناير – سيبيل بلان

### مارس
- 16 مارس – زوي جيني كاتبة سويسرية.[1]

### أبريل
- 30 أبريل – أولريش فورتي لاعب كرة قدم سويسري.[2]

### مايو
- 2 مايو – جيمس ثيري ممثل فرنسي.[3]

### يونيو
- 1 يونيو – مين لي مارتي صحفية سويسرية.[4]
- 27 يونيو – ماركوس زبيرج درّاج طريق سويسري.[5]

### أغسطس
- 13 أغسطس – فريدريك بيترز كاتب سويسري.[6]

### سبتمبر
- 3 سبتمبر – مارتن جيربر لاعب هوكي جليد سويسري.
- 7 سبتمبر – ستيفان هينتشوز لاعب كرة قدم سويسري.[7]
- 7 سبتمبر – ماريو فريك لاعب كرة قدم ليختنشتايني.[8]
- 15 سبتمبر – مراد ياكين لاعب كرة قدم سويسري.[9]
- 16 سبتمبر – لورنزو مانتا لاعب كرة مضرب سويسري.

### أكتوبر
- 14 أكتوبر – فكتور روثلين[10]
- 18 أكتوبر – فيليب جوردن موزع سويسري.[11]

## وفيات

### يناير
- 7 يناير – والتر هونزيكر (مواليد 1899)

### مارس
- 3 مارس – كارل ياكوب بوركهارت (مواليد 1891)[12]

### أبريل
- 8 أبريل – هربرت آرثر ستيوارت (مواليد 1899) فيزيائي ألماني.[13]
- 27 أبريل – كارل فريدريك ماير (مواليد 1884)[14]

### مايو
- 26 مايو – سيلفيو موسر (مواليد 1941)

### يوليو
- 31 يوليو – فيرنر جيجير (مواليد 1949) متسابق دراجات نارية سويسري.

### نوفمبر
- 21 نوفمبر – فرانك مارتن (مواليد 1890) ملحن سويسري.[15]

### ديسمبر
- 2 ديسمبر – ماكس ويبر (مواليد 1897) سياسي سويسري.[16]